# نتلزتد، کنت
نتلزتد (به انگلیسی: Nettlestead) یک روستا و محله مدنی در بریتانیا است که در Maidstone واقع شده‌است. نتلزتد ۸۷۰ نفر جمعیت دارد.